# Jan Silfverling
Jahan (Jan) Andersson Silfverling, född 24 juni 1636 i Vadstena, död 22 oktober 1693 i Vadstena, var en svensk stenhuggare.
Han var son till stenhuggaren Anders Silfverling och från 1662 gift med Margareta Jonsdotter (född 1638) samt far till slottsbildhuggaren Jonas Silfverling och farfar till kopparstickaren Jonas Silfverling. Han utbildades till stenhuggare i Norrköping och blev därefter borgare i Vadstena där han verkade som bild- och stenhuggare. Till hans förnämsta arbeten räknas ett kolossalepitafium över slottsfogden Jurgen Claus 1684 som återfinns i Vadstena klosterkyrka. Epitafiumet visar med ett mittparti med en reliefframställning Korsbärandet och Kristi väg till Golgata som ovanför visar ett par dråpliga bilder av stiftaren och hans hustru i knäböjande ställning, epitafiumet omgärdas av en träram som ursprungligen var polykromerad. Silfverling utförde även ett antal gravstenar och dopfuntar för traktens kyrkor bland annat till Eksjö kyrka. Hans stil bär drag från Burchardt Precht och man antar att han kan ha stått i lärjungeförhållande till honom. Silfverling är representerad på Örebro läns museum med en dopfunt.  